# Melody’s Echo Chamber (альбом)
Melody’s Echo Chamber — одноимённый дебютный студийный альбом французской исполнительницы Мелоди Проше, под её проектным названием Melody’s Echo Chamber. Он был выпущен 25 сентября 2012 года на лейблах Weird World Record Co и Fat Possum Records. Альбом получил в целом благоприятные отзывы критиков, которые высоко оценили усилия Проше для её дебюта, а также роль Кевина Паркера в продюсировании. Она поддержала выход альбома туром, который последовал в Северной Америке, Франции, Великобритании и всей Европе.

## Чарты
| Чарт (2012)                          | Высшая позиция |
| ------------------------------------ | -------------- |
| UK Independent Album Breakers Chart  | 16             |
| US Billboard Heatseeker Albums Chart | 61             |

## Список композиций
| №                   | Название                               | Длительность |
| ------------------- | -------------------------------------- | ------------ |
| 1.                  | «I Follow You»                         | 3:36         |
| 2.                  | «Crystallized»                         | 4:01         |
| 3.                  | «You Won't Be Missing That Part of Me» | 4:16         |
| 4.                  | «Some Time Alone, Alone»               | 3:46         |
| 5.                  | «Bisou magique»                        | 4:09         |
| 6.                  | «Endless Shore»                        | 4:56         |
| 7.                  | «Quand vas tu rentrer?»                | 4:21         |
| 8.                  | «Mount Hopeless»                       | 4:32         |
| 9.                  | «IsThatWhatYouSaid»                    | 2:30         |
| 10.                 | «Snowcapped Andes Crash»               | 5:15         |
| 11.                 | «Be Proud of Your Kids»                | 3:11         |
| Общая длительность: | Общая длительность:                    | 44:33        |